# ROUND UP/KIMIOMOU
「ROUND UP feat. MIYAVI/KIMIOMOU」（ラウンドアップ フィーチャリング ミヤビ/キミオモウ）は、THE RAMPAGE from EXILE TRIBEの18枚目のシングル。2022年11月30日にrhythm zoneから発売。

## 概要
シングル3ヶ月連続リリースの第3弾。映画「犯罪都市 THE ROUNDUP」の日本版主題歌「ROUND UP feat.MIYAVI」
とテレビ東京 水ドラ 25「キス×kiss×キス～メルティングナイト～」の主題歌「KIMIOMOU」を収録した、THE RAMPAGE初の両A面シングルである。「ROUND UP feat. MIYAVI」はEXILE SHOKICHI×MIYAVI×THE RAMPAGEのスペシャルコラボレーション、初のフィーチャリング楽曲。

## 収録曲

### CD
1. ROUND UP feat. MIYAVI [4:48]
作詞：SHOKICHI 作曲：Daisuke“DAIS”Miyachi、Yuichi Ohno、MIYAVI
映画「犯罪都市 THE ROUNDUP」の日本版主題歌
2. KIMIOMOU [3:28]
作詞・作曲：FAST LANE
テレビ東京 水ドラ 25「キス×kiss×キス～メルティングナイト～」主題歌
3. ROUND UP feat. MIYAVI (Instrumental)
4. KIMIOMOU (Instrumental)

### DVD
1. ROUND UP feat. MIYAVI (MUSIC VIDEO)
2. KIMIOMOU (MUSIC VIDEO)
3. ROUND UP feat. MIYAVI (MUSIC VIDEO MAKING MOVIE)
4. KIMIOMOU (MUSIC VIDEO MAKING MOVIE)